# 자원의 저주
자원의 저주(resource curse) 또는 풍요의 역설(paradox of plenty) 혹은 풍요속의 빈곤은 천연 자원(화석 연료와 특정 광물 등)이 풍부한 국가가 천연 자원이 더 적은 국가들보다 낮은 수준의 경제 성장, 낮은 수준의 민주주의, 그리고 악화된 발전 산출을 가지는 역설을 가리킨다. 이유, 예측, 부정적인 결과에 관한 학술적 논의와 이론이 다수 있다. 대부분의 전문가들은 자원의 저주가 보편적이거나 피할 수 없는 것은 아니지만 특정한 조건에서는 특정한 유형의 국가나 지역에 영향을 미친다고 생각한다.

## 자원의 저주 이론
자원은 축복보다는 경제적 저주라는 개념은 저중소득 국가의 경제 문제와 관련하여 1950년대~1960년대에 여러 토론에서 등장하기 시작했다. 그러나 1711년 스펙테이터(Spectator)는 "가장 부유한 국가들에서 생활은 가장 가난한 것으로 대체적으로 관찰된다"고 썼다. 그러므로 이는 완전히 새로운 관찰은 아니었다. "자원의 저주"라는 용어는 광물 자원이 풍부한 국가가 어떻게 자국의 경제를 상승시키기 위해 부를 사용하지 못하는지, 또 어떻게 이러한 국가들이 천연 자원이 풍부하지 않은 국가들에 비해 더 낮은 경제 소득을 가졌는가를 기술하기 위해 1993년 리처드 오티에 의해 처음 사용되었다. 제프리 삭스, 앤드루 워너의 영향력있는 연구에 따르면 천연 자원의 풍부함과 낮은 경제성장 간의 큰 상관관계가 발견되었다. 수백 건의 연구들이 현재 다양한 경제적 결과에 대해 자원의 부의 영향을 평가하고 있으며 어떻게, 왜, 그리고 언제 자원의 저주가 발생할 가능성이 있는지 수많은 예측을 내놓았다. 비유적으로 복권이 가치가 있으나 단점도 있는 것처럼, 수많은 관찰자들은 자원의 저주를 새로 발견된 부의 복잡한 부정적 영향의 관리에 고군분투하는 복권 당첨자의 어려움에 비유했다.

## 같이 보기
- 바나나 공화국
- 지대추구
- 정치 부패
- 뇌물
- 공공선택론